# Godefroi de Taranto

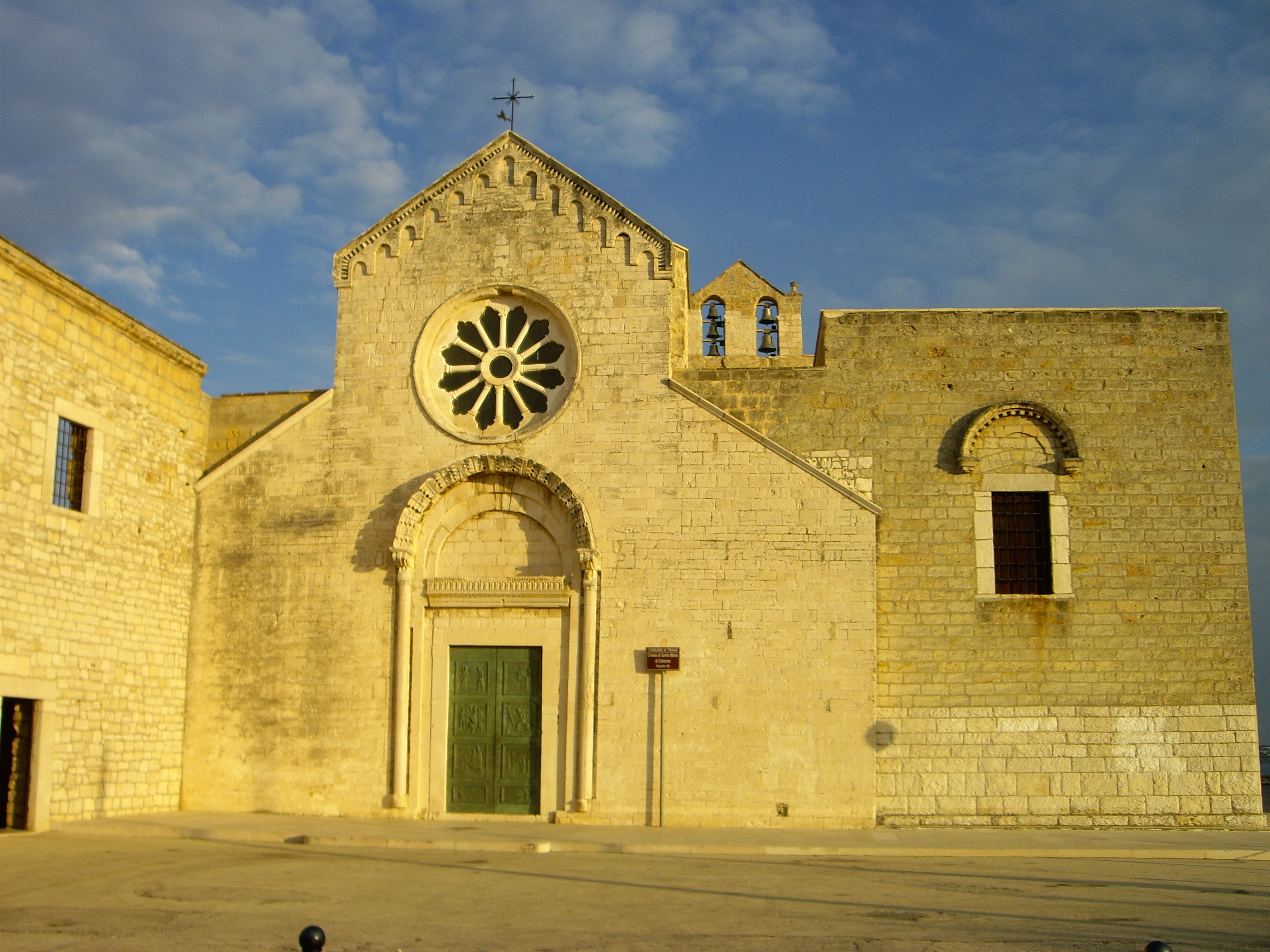
Mănăstirea romanică Santa Maria di Colonna din Trani, întemeiată de către Godefroi.

Godefroi (d. 1068), numit Lofredus în sursele latinești, a fost un conducător militar normand stabilit în sudul Italiei și devenit primul conte de Taranto.
Godefroi era cel de al doilea fiu al lui Petru I de Trani, însă despre fratele său mai mare, Amicus, nu se cunoaște nimic. El a succedat tatălui său în regiunea din jurul Trani și s-a aflat la controlul acesteia până în 1064, deși orașul în sine s-a menținut o vreme sub stăpânirea bizantinilor. Fratele său mai mic, Petru al II-lea, a reușit să preia orașul în 1054 și, profitând de temporara absență a lui Godefroi, a trecut la controlul acestuia. Godefroi s-a căsătorit cu una dintre fiicele lui Drogo, senior de Mottola și Castellaneta.
Atunci când contele Drogo de Apulia a fost asasinat în 1051, Godefroi a primit sarcina de a-l avea în grijă pe fiul acestuia, Richard. În acea perioadă, Godefroi a întemeiat, probabil pe locul unei pustnicii, mănăstirea Santa Maria di Colonna, populând-o cu călugări de la Montecassino și consturindu-i un turn defensiv aflat încă în picioare.
În mai 1063, Godefroi a reușit să cucerească Taranto, pe care în cele din urmă l-a transformat în orașul său de reședință. Cu acea ocazie, el a preluat titlul de comes (în limba greacă, κόμης), după cum consemnează atât Lupus Protospatarul cât și Strategikon-ul lui Kekaumenos. În 1064, potrivit Anonymus Barensis, el a preluat și Otranto (Idrontum) printr-un șiretlic după câteva tentative eșuate de a-l cuceri prin forța armelor. Orașul fusese apărat de către Malapetzes (Malapezza), cu ajutorul unei armate de varegi și ruși. Nepoata comandantului bizantin locuia într-o casă veche din apropierea zidurilor de apărare ale orașului, iar Godefroi a intrat în legătură cu aceasta, i-a trimis daruri și i-a promis să o ia de soție dacă ea va permite normanzilor să pătrundă în cetate. Utilizând frânghii în timpul nopții, ea a ajutat astfel trupele inamice să intre în Otranto. Odată orașul pierdut, Malapetzes a fugit pe mare, lăsându-și în urmă soția și copiii.
În 1066, Godefroi a plănuit prima încercare normandă de a pătrunde în Balcani (Romania). Adunând o puternică armată în vederea acestui scop, el a fost oprit în apropiere de Bari de către Mihail Maurex, care sosise pe mare cu o armată de varegi (Wolff, 19–20).
În contextul rivalității dintre fratele lui Godefroi, Petru al II-lea și Robert Guiscard, Godefroi a revenit la Trani și a preluat guvernarea asupra orașului. El a murit acolo nu după multă vreme, probabil în 1068. El a lăsat un fiu, Richard, ca moștenitor al său, însă Petru l-a deposedat imediat pe acesta, lăsându-i doar stăpânirea asupra Andriei. 
În scrierea lui Amato de Montecassino, se face trimitere la fratele lui Petru al II-lea pe nume Falgutce, însă aceasta trebuie să fie o eroare de copist.